# Buskklöversläktet
Buskklöversläktet (Lespedeza) är ett växtsläkte i familjen ärtväxter med cirka 60 arter som förekommer i östra Asien, nordöstra Australien och Nordamerika.